# Wachta

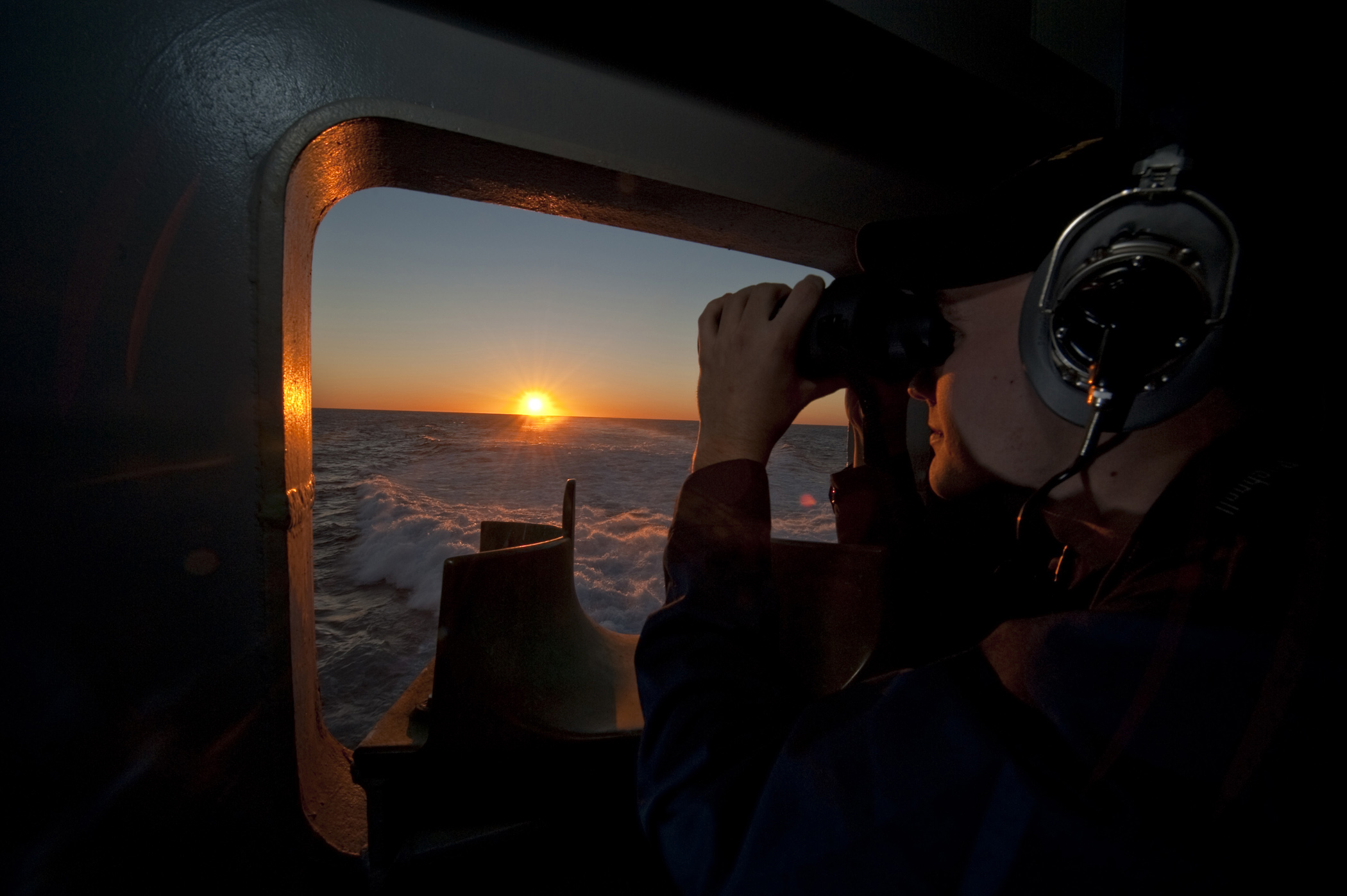
Wachta

Wachta – część załogi jednostki pływającej (żaglowej lub motorowej), pełniąca służbę w określonym czasie (zazwyczaj 4 godziny). Jest to również czas pełnienia służby np. w godzinach 00:00-04:00, 04:00-08:00, 08:00-12:00, 12:00-16:00, 16:00-20:00, 20:00-00:00 itd. (przy 3 wachtowym systemie).

## Wachta w żeglarstwie
Zakresy obowiązków wacht itd. są obecnie sprawą wyłącznie zwyczajową, wynikającą z tradycji czy przyjętych przez kapitana, armatora jachtu zasad.
Zwykle załogę dzieli się na 3 wachty na jachtach i 4 na dużych żaglowcach. Na jednostkach o nielicznej załodze ustala się wachty sześciogodzinne. W żegludze  śródlądowej na ogół nie ma regularnych wacht (zob. jachting).
Zadania wacht w trakcie manewrów:
- wachta pierwsza, (I oficer) obsługuje podczas manewrów żagle i cumy dziobowe
- wachta druga, (II oficer) obsługuje śródokręcie
- wachta trzecia, (III oficer) obsługuje żagle i cumy na rufie

Wachta, która pełni aktualnie służbę, nazywana jest wachtą nawigacyjną lub służbową. W czasie żeglugi obsługuje w pełni jacht (prowadzenie sterowania, obsługa żagli, lin).
Obowiązki wachty nawigacyjnej (służbowej) w czasie żeglugi:
- prawidłowe sterowanie i wykonywanie manewrów;
- stała obserwacja stanu jachtu i sytuacji na morzu;
- prowadzenie nawigacji (oficer wachtowy).

Określenia wachty ze względu na pełnioną służbę:
- nadwachta jest wachtą, która ma objąć służbę w następnej kolejności;
- podwachta jest wachtą, która zakończyła służbę (w razie potrzeby większej liczby ludzi przy wykonywaniu jakiegoś manewru wzywa się na pokład w pierwszej kolejności podwachtę, ponieważ nadwachta powinna być wypoczęta);
- wachta kambuzowa przygotowuje posiłki;
- wachta portowa pełni służbę na jachcie podczas postoju w porcie (zapewnia bezpieczny postój w porcie, dozór nad jednostką);
- wachta kotwiczna pełni służbę podczas postoju na kotwicy (zapewnia bezpieczny postój na kotwicy, gotowość podniesienia jej i podjęcia żeglugi).

W języku żeglarskim wachta zaczynająca się od północy zwana jest psią wachtą, od godziny 04:00 wachtą ranną lub świtówką, od godziny 20:00 wachtą wieczorną. Czasem jedna z wacht dziennych dzielona jest na dwie wachty łamane (od godziny 12:00 lub 16:00), dzięki czemu poszczególne osoby (wachty) nie są przypisane do stałych godzin pełnienia służby. Pierwotnie psią wachtą nazywano służbę w godzinach od 16:00 do 20:00. W tym okresie następowało zejście pod pokład do pomp. Drewniane żaglowce w ciągu dnia nabierały do zęzy wody, którą trzeba było codziennie usuwać. Praca przy ręcznych pompach była bardzo ciężka i monotonna dlatego zwano ją psią wachtą.